# Aysha montenegro
Aysha montenegro är en spindelart som beskrevs av Antonio D. Brescovit 1992. Aysha montenegro ingår i släktet Aysha och familjen spökspindlar. Inga underarter finns listade.